# Guillaume Juvénal des Ursins

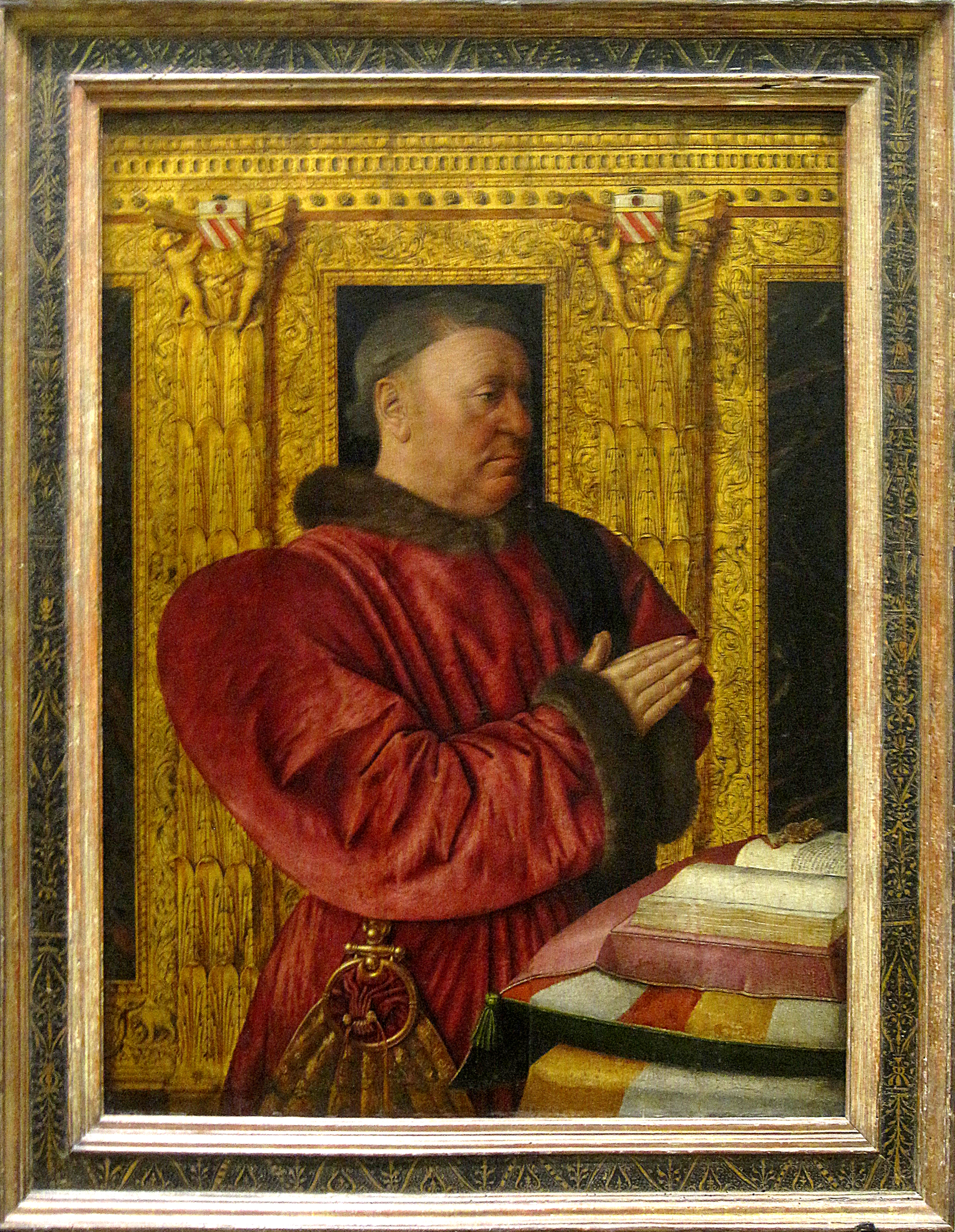
Porträt Guillaume Juvénals des Ursins von Jean Fouquet, 1460/65

Guillaume Juvénal des Ursins (* 15. März 1400 in Paris; † 23. Juni 1472) war Kanzler von Frankreich unter Karl VII. und Ludwig XI.

## Leben
Guillaume war der fünfte Sohn von Jean Jouvenel und Michelle de Vitry. Er trug die Titel eines Barons von Traynel, Vicomte von Troyes und Seigneur von Marigny. 1423 heiratete er Geneviève Heron, Tochter Macé Herons, einem Maître des comptes. Am 6. Juni des gleichen Jahres ernannte ihn Karl VII. zum Conseiller im Parlement von Poitiers.
Am 17. Juli 1429 zum Ritter geschlagen, fungierte er von 1435 bis 1440 als Stellvertreter des Gouverneurs der Dauphiné und in der Zeit von 1437 bis 1445 auch als Vogt (französisch: bailli) der Grafschaft Sens.
Bis 1445 diente er in der Armee während des Hundertjährigen Krieges und war für die Kriegsfinanzierung verantwortlich, ehe ihn Karl VII. in jenem Jahr zum Kanzler von Frankreich ernannte. In dieser Funktion leitete er 1458 den Prozess gegen Johann II. Herzog von Alençon wegen dessen Beteiligung an der Praguerie.
König Ludwig XI. entließ ihn am 22. Juli 1461 aus dem Amt, ernannte ihn aber am 9. November 1465 erneut zum Kanzler. Von 1468 bis 1470 war er als Commissaire im Prozess gegen Kardinal Jean de La Balue tätig.